# Femunden

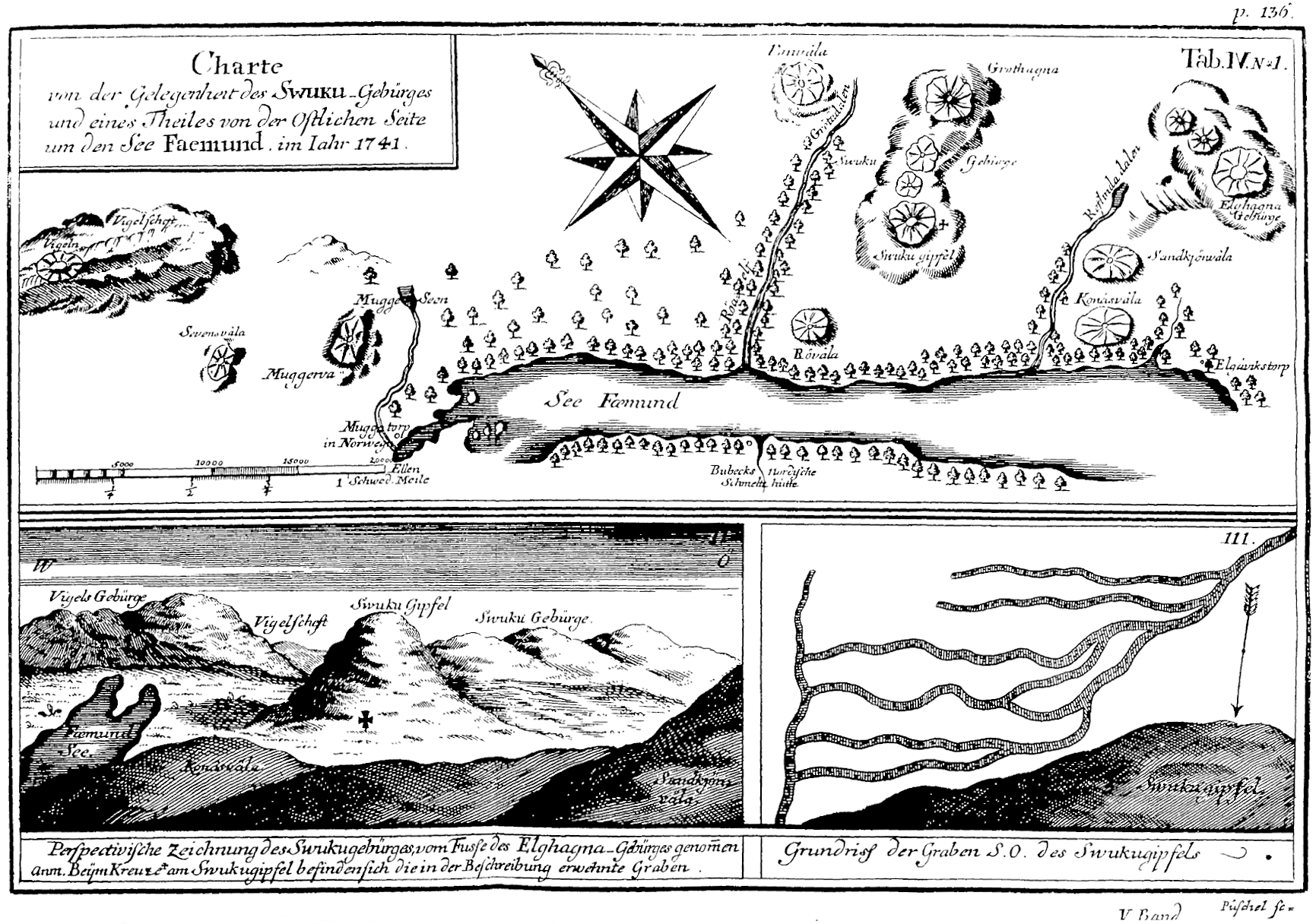
See Faemund, mapa z 1741 r.

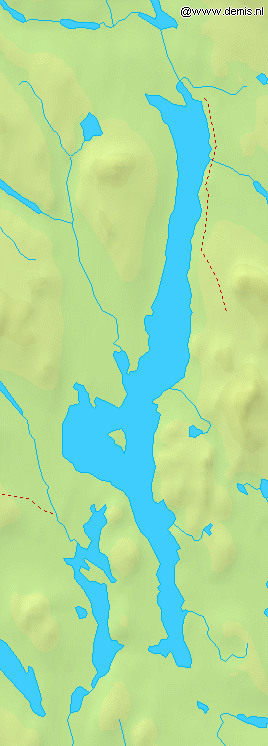
Mapa jeziora Fermunden z widocznymi na południowy zachód Isteren i Sølensjøen.

Femunden (Femund) – trzecie co do wielkości jezioro w Norwegii, położone głównie w gminie Engerdal w Hedmark. Północna część jeziora leży w gminach Røros i Sør-Trøndelag. Zajmuje powierzchnię 203,3 km² i ma 132 m głębokości. Z Femunden bierze swój początek rzeka Klar, która w tym miejscu nazywa się Femundaelva zmieniając później nazwę na Trysielva w gminie Trysil.